# Nisga'a Memorial Lava Bed Park
Nisga'a Memorial Lava Bed Park är en park i Kanada.   Den ligger i provinsen British Columbia, i den sydvästra delen av landet, 3 800 km väster om huvudstaden Ottawa. Nisga'a Memorial Lava Bed Park ligger 871 meter över havet.
Terrängen runt Nisga'a Memorial Lava Bed Park är bergig åt nordost, men åt sydväst är den kuperad. Trakten runt Nisga'a Memorial Lava Bed Park är nära nog obefolkad, med mindre än två invånare per kvadratkilometer.. Det finns inga samhällen i närheten.